# وبیزود
وبیزود (ترکیب «وب» و «قسمت») قسمتی از یک مجموعه است که به عنوان بخشی از یک مجموعه اینترنتی یا در تلویزیون اینترنتی پخش می‌شود. برخلاف پخش همگانی یا تلویزیون کابلی، وبیزود به صورت بارگیری یا در حالت پخش جریانی در دسترس است. قالب آن را می‌توان به عنوان پیش نمایش، تبلیغ یا به عنوان بخشی از مجموعه کوتاه یا تبلیغات تجاری استفاده کرد. یک وبیزود می‌تواند از تلویزیون پخش شود یا نشود. آنچه که تعریفش می‌کند توزیع آنلاین آن در وب یا از طریق وب‌سایت‌های اشتراک ویدیو مانند ویمیو یا یوتیوب است. در حالی که استاندارد مشخصی برای طول وجود ندارد، اکثر وبیزودها نسبتاً کوتاه هستند و از ۳ تا ۱۵ دقیقه طول دارند. یک قسمت اینترنتی به تنهایی وبیزود است، اما در مجموع به آن یک مجموعه اینترنتی گفته می‌شود. اصطلاح وبیزود (تکواژ چندوجهی که از کلمات وب و اپیزود تشکیل شده‌است) برای اولین بار در فرهنگ لغت مرجع مریام وبستر در سال ۲۰۰۹ مطرح شد.